# کویکیمو
کوی‌کیمو (به انگلیسی: Koikimo) مجموعه داستان تصویری کمدی رمانتیک ژاپنی نوشته موگوسو است که این اولین بار در انجمن پیکسیو آپلود شد تا اینکه در ژانویه ۲۰۱۵ به حالت مانگا منتشر شد و تاکنون در هشت جلد تانکوبون گردآوری شده است. همچنین مجموعه تلویزیونی انیمه اقتباسی ساخته استودیو نومد ۵ آوریل تا ۲۱ ژوئن ۲۰۲۱ نیز پخش شد.

## داستان
یک دانش آموز ۱۶ ساله دبیرستانی به نام ایچیکا آریما پس از نجات ریو از سقوط از پله‌ها و دادن ناهار به او، با سیگنال‌های عاشقی ریو مواجه می‌شود در حالی که هر بار که ریو به او نزدیک می‌شود، ایچیکا او را رد می‌کند و به نظر نمی‌رسد که حضور ریو برایش مهم باشد.